# Середньозакарпатські говірки
Середньозакарпа́тські говірки́ первісно архаїчний відповідник бойківських говірок, перехідними до яких є їх верховинська група (по В. Березний — Міжгір'я — Синевір на півд.).
На зах. межують на р. Лаборець з півд.-лемківськими говірками (їх експансія в 16-18 ст. на півд.-схід створила тут перехідні смуги — по р. Ціроху й по Уж на сх.), а на сх. на р. Шопурка з гуцульськими говірками. Внаслідок гуцульської колонізації 17 — 18 ст. виникли мішані говірки над р. Русковою, а окремі гуцульські риси поширилися аж по р. Тересву на зах.
Середньозакарпатські говірки характеризує низка архаїзмів фонетичних, морфологічних і лексичних; вони доволі зрізничковані. при чому напрям ізголос меридіановий — вододілами допливів Тиси. На зах. від Ужгороду виникли внаслідок словацької експансії мішано-перехідні до сх.-словацьких ’сотацькі’ говірки (со 'що').
Середньозакарпатські говірки характеризує:
- 1) збереження дж < *dj (пр'йáджа 'пряжа', молóджий 'молодший', хóджу — на півд. сх. від Мукачева: хóжу), м'якого р’ теж у кінці слів і перед приголосним (писар', вêр'х 'верх'), м'яких з', ц', с' в суфіксах (вôлôс'кый, ôтêц', удовиц'а), «середнього» л’ (мálo), м'якого -т' в дієслівних закінченнях (хóдит', мáвут' 'мають' і'діт' 'ідіть' — між Лабірцем і Рікою), різниці між ы й й (рыба, ниткы, — при чому ы після губних і велярних набирає в частині надужанських говірок обнижено-заднього звучання ы^о: мы^о ло 'мило', — подібно як у > у^о там таки: ку^о рка 'курка'),
- 2) шелесті ш, ж стверділи (шыти, жыто), дж' м'яке на зах. від Латориці (Мукачева), а ч' м'яке на зах. від Боржави (Іршави), при чому змішуються групи ч'к й шк (кáш'ка 'качка', дóч'ка 'дошка', ч'кóда 'шкода',
- 3) поява напружених позиційних варіантів ô, ê до фонем о, є перед пом'якшеним приголосним, та перед і, у, ў, ô, ê (цêр'кôу 'церква', на дôрô'зі, на бêрêз'і, дêн', — при чому ê може переходити в и),
- 4) у новозакритих складах ō, ē, > ŷ, 'ŷ/йŷ (між Лабірцем і Латорицею та між Рікою й Шопуркою: кŷн' 'кінь', н'ŷс 'ніс', вйŷх 'вів', при чому тут -х < -ф/-в), ü, 'ü/йü (між Латорицею й Рікою: кüн', н'üс, вйüх) та в і, 'і (в верховинських говірках: кін', н'іс, віїв/віÿ),
- 5) форми типу ирстити 'христити', кирве 'крови', йаблико 'яблуко'; жыт'а 'життя', з'іл'а 'зілля', тôу дôбрôў рукôў 'тою доброю рукою', гнôу 'гною', ма(в)у, 'маю', ма(в)ут' 'мають' (з випаденням й між голосними),
- 6) особливості наголосу (частий напрефіксний наголос: назад, зáстаўник, зáвада, зáцвите, овýн с'а нáмагат, найстáрший; нá біло, не знайе; також кóрыто, дôлôн'; але веселый, пêр'ша; того, ŷд того, мен'і, ідо мн'і 'до мене'; на сх. від Верецьких — Берегова: нéсти, нéсу, несéш, на зах.: нести, несу; несемé, несетé; несла, несéний),
- 7) нерідко архаїчні закінчення в іменах: бритôў 'бритва', з цêр'кве, з рéмене; на земли, на кони/кôн'óви, на пóли/пôл'у, на гус'ати, у части, у цер'кви; вôўци 'вовки', долин'ане 'мешканці долів', двóме майстрóве '2 майстри'; вôлум/-лüм/-лым 'волам', з вóлы. з йагн'аты, з тыма малыма псома, пал'ц'ома, в л'ісох, на кôн'ох; два коровы, села (на зах. від Ужа), дві дын'і, села (на сх. від Ужа), трійе/четыре брат'а, двôйі/трôйі кросна,
- 8) вплив закінчень твердої відміни на м'яку (кôн'ови, кон'ом, пôл'ом, гус'ат'ом, вôлôс'ом, зêмл'ôў, дын’ôў, цêр'кôўл'ôў, дын'о! с'ого, мôйого, мôйôму, мôйôў, нашойе),
- 9) прикметникові закінчення: добрый — нын'ішн'ий, добройе (на зах., теж: доброй) / добройе Івáново поле, тоты красн1і/-сні Івáновы кôн'і,
- 10) енклітичні займенникові форми: (м)н'а, т'а, с'а, го, йу/йі, мн'і, ти/т'і, си, му, йŷй/йüй — можливі й після прийменників (від н'а 'від мене', ý т'а 'у тебе', на с'а 'на себе'), овŷн/овüн, ним/нім, на н'ум/н’üм, она, йêйі, йŷй/йüй, н'ôў/неў, на н'ŷй/н'üў, они/он'і, (й)іх/на них/н'іх/н'і (над Боржавою), ними/нима/німа; мўй, мого/мôйого, мôму/мôйôму, мóйим/-ім, на мóйŷм, мóйі, -их, им, -ими/-има, мó(й)а, мôйі/мôйêйі/-йôйі, мôйі/мóйŷй, мô(й)у, мôйóу, тот, тотá, тотó/ тó(йе), тóгó, тóмý, тым, ў тŷм, тоты/тôт'і, тыма/-ми, тôйі, тŷй, тôтý/ту, тôŷ/тиŷ сêс', сêс'á/'іс'á, сесé/есé, с'ого/сéго, с'ôму/ сéму, сим, на с'ŷм, сêс'і, сих, сим, сêсі/с'і, сима/-ми, сêйі, с'ŷй/с'üў, сêс'ý, сў/с'ôў; хто/тко, на кŷм; што/шо/шчо, на чŷм,
- 11) числівники: двáсто, шіст'сто, девйанóсто '90', самодрýгый 'вдвох', піўдруга ’1½’, двôйáкый/заўдвôйістый/двôйністый/дван'чáстый,
- 12) дієслівні форми: мочи, верéчи 'кинути', куповáти, мôгý — мôгут', читам, -аш, -ат (на півн.) /-ат' (на півд.-сх.), -аме, -ате, -áвут/-т', купійу/-üйу/-ыйу 'купую' (на зах. від Цірохи), нос'у (на півд. зах.), дам, даш, даст', дамé, -стé, -дýт'; ходиўйем, йêс', ходилис'ме, -с'те, ож йем украў 'що я вкрав', пл'ŷх 'плів', вйŷх 'вів', мйŷх 'мів', бŷх 'колов (рогами)'; му читати (на сх.) / бýду читати; йа бых маў 'я мав би' (быс', бы, быс'ме, быс'те, бы; ід', ід'ме, ід'те (на зах. від Ужа) / іди, ід'ім(е) /ід'ім, ід'іт(е) /ід'іт" 'ідіт' (на сх. від Ужа й Латориці); стôйа (на сх. від Боржави) /стôйачи, начин'ана (кýриц'а),
- 13) у словотворі утворення типу мôркôў 'морква', йаблинча 'яблінка',
- 14) в лексиці низка архаїзмів (бортиц'а/порилиц'а 'кріт', лóни 'торік', пôт'а 'пташеня', пчолинок 'пасіка', пйаст’ 'кулак', гŷд 'рік', йар' 'весна', гусл'áти 'грати на скрипці', порт(ок) 'скатертина' тощо) та позичень з угор., румун., нім., а на зах. й словацької мови.

Середньозакарпатські говірки 'долішнянські' поділяються на групи:
- зах.-мармароську (між pp. Шопуркою й Рікою),
- надборжавську (між pp. Рікою й Латорицею) ,
- надужанську (між pp. Латорицею й Лабірцем — з дальшим підрозділом уздовж р. Цірохи).

Як і в випадку бойківських говірок, сьогодні приймають, що на території Середньозакарпатськіх говірок жили на заранні іст. доби білі хорвати. Деякі дослідники (О. Петров, О. Бонкало, угор. славісти й історики) обстоювали думку, що українці почали тут поселюватися від 13 — 14 ст. О. Дзендзелівський вбачає в деяких морфологічно-лексичних архаїзмах Середньозакарпатськіх говірокпідтвердження місцевої традиції про приселення сюди наприкінці 14 ст. подолян-волинян з кн. Ф. Коріятовичем.
Середньозакарпатські говірки досліджували: О. Семенович, В. Гнатюк, О. Брок, І. Верхратський, Я. Стрипський, О. Бонкало, М. Дурново, Г. Ґеровський, І. Панькевич, Е. Балецький, Й. Дзендзелівський, С. Бевзенко, І. Чередниченко, К. Галас, В. Добош, П. Лизанець, В. Маркусь, Ф. Потушняк, В. Німчук, В. Орос, І. Пагіря, П. Чучка, В. Поґорєлов, Л. Деже й ін.